# Pogreška podjele
Pogreška podjele (pogreška divizije) vrste je logičke pogreške. Ovu se pogrešku čini kad se svojstva koja se jedino javljaju kod cjeline pripisuje i njenim dijelovima.